# Matti Hautamäki
Matti Antero Hautamäki, född 14 juli 1981 i Uleåborg (finska: Oulu), är en finsk backhoppare. Hans äldre bror Jussi (Matti har även en yngre bror) var också backhoppare. Hemföreningen är Puijon Hiihtoseura i Kuopio.

## Karriär
Matti Hautamäki gjorde sina första backhoppningsförsök när han var nio år gammal. När brodern Jussi flyttade från Uleåborg till Kuopio, följde Matti med, 16 år gammal. Han fick stor hjälp av brodern och av sin nya tränare Pekka Niemelä som Matti mötte där. Hautamäki startade i sitt första junior-VM i Canmore 1997 och tog silvermedaljen tillsammans med det finska laget i laghoppstävlingen. Under junior-VM i St. Moritz tog han två bronsmedaljer, i individuella tävlingen och i laghoppet. I sitt sista junior-VM i Saalfelden 1999 tog han ytterligare en slivermedalj med det finska junior-laget i lagtävlingen.
Hautamäki är en av Finlands bästa backhoppare och satte 3 världsrekord i skidflygning i Planica 2003. 20 mars 2003 hoppade Hautamäki 227,5 meter. Det var 2,5 meter längre än gällande världsrekord (satt av österrikiska Andreas Goldberger i Planica 19 mars 2000 och tangerat av Adam Małysz samma dag Hautamäki satte sitt rekord). 22 mars 2003 utökade Hautamäki sitt världsrekord med en meter till 228,5 meter. Dagen efter hoppade han 231 meter, och satte det tredje världsrekordet på fyra dagar. Rekordet höll fram till säsongen 2004/2005. I tävlingen i Planica 20 mars 2005 hoppade Tommy Ingebrigtsen lika långt som Hautamäkis världsrekord. Lite senare samma dag hoppade Bjørn Einar Romøren 234,5 meter till nytt världsrekord. Hautamäki svarade upp direkt med et hopp på 235,5 meter, men Romören avslutade med 239 meter och slog hans rekord med god marginal.
Matti Hautamäki har hittills i karriären (2012) 16 segrar i deltävlingar i Världscupen i backhoppning. Den första kom i Kuusamo 2 december 2000. Den sista hittills kom i Zakopane 29 januari 2006. Säsongerna 2001/2002 och 2004/2005 tog Hautamäki tredjeplatsen i den sammanlagda världscupen. Han har ytterligare 5 topp 10-placeringar i den totala världscupen. Hautamäki vann världscupentävlingen i Holmenkollen 2005.
Hautamäki har fyra olympiska medaljer: silvermedalj i (lagtävlingen, minsta möjliga marginal, ett tiondedels poäng, efter segrarna Tyskland) och bronsmedalj (individuellt, stora backen) i Salt Lake City 2002 och två silvermedaljer (normalbacken, bara ett poäng efter segrande norrmannen Lars Bystøl, och laghoppningen efter österrikiska laget) från Turin 2006. 
Han har också fyra medaljer i VM, en guldmedalj (lag, stora backen) och en silvermedalj (individuellt, liten backe) från VM i Val di Fiemme 2003 och silvermedaljer från både VM i Lahtis 2001 (lag, normalbacken) och Oberstdorf 2005 (lag, stora backen). 
Matti Hautamäki har visat sig vara en duktig skidflygare. Han har 5 medaljer från VM i skidflygning; tre silvermedaljer (Planica 2004, Kulm 2006 och Oberstdorf 2008) i laghoppning och två bronsmedaljer; Harrachov 2002 (individuellt) och laghoppning från Planica 2010.
Hautamäki har hittills i karriären (2012) inte lyckats vinna ett finskt mästerskap. Han har 4 silvermedaljer från finska mästerskap: normalbacken i Rovaniemi 2008, stora backen och lagtävlingen i Lahtis 2010 och i normalbacken i Rovaniemi 2011. Han har även två bronsmedaljer, i lagtävlingen i Lahtis 2009 och i normalbacken i Rovaniemi 2010.

## Annat
Österrikiska låtskrivare - och artist-duon Christoph & Lollo (Christoph Drexler och Lollo (Lorenz) Pichler) har spelat in en sång om bröderna Hautamäki, The Hautamäki-Duel. Den finns på musikalbumet Mehr Schispringerlieder från år 2000.